# داگور سگوراسون
داگور سگوراسون (انگلیسی: Dagur Sigurðsson؛ زادهٔ ۳ آوریل ۱۹۷۳) بازیکن هندبال اهل ایسلند است.